# Engina
Engina là một chi ốc biển, là động vật thân mềm chân bụng sống ở biển trong họ Pisaniidae.

## Các loài
Các loài trong chi Engina gồm có:
- Engina albocincta Pease, 1860
- Engina alveolata (Kiener, 1836)[2]
- Engina androyensis Fraussen, Monnier & Rosado, 2015
- Engina armillata (Reeve, 1846)
- Engina astricta (Reeve, 1846)
- Engina australis (Pease, 1871)
- Engina bonasia Martens, 1880[3]
- Engina chinoi Fraussen, 2009[4]
- Engina cinis (Reeve, 1846)
- Engina concinna (Reeve, 1846)
- Engina corinnae Crovo, 1971[5]
- Engina cronuchorda Fraussen & Chino, 2011
- Engina cumingiana Melvill, 1895
- Engina curtisiana (E.A. Smith, 1884)
- Engina demani De Jong & Coomans, 1988
- Engina egregia (Reeve, 1844)[6]
- Engina epidromidea Melvill, 1894
- Engina farinosa (Gould, 1850)
- Engina fasciata (Bozzetti, 2009)
- Engina frausseni Chino, 2015
- Engina fuscolineata E. A. Smith, 1913
- Engina fusiformis Pease, 1865
- Engina goncalvesi Coltro, 2005
- Engina ignicula Fraussen, 2004[7]
- Engina itzamnai (Watters, 2009)
- Engina lanceolata (Kuroda & Habe, 1971)
- Engina lauta (Reeve, 1846)
- Engina layardi Melvill, 1895
- Engina lignea Watters & Fraussen, 2015
- Engina lineata  (Reeve, 1846)[8]
- Engina livida (G.B. Sowerby I, 1832)
- Engina macleani Olsson, 1971
- Engina magnifica Fraussen, Monnier & Rosado, 2015
- Engina mandarinoides Fraussen & Chino, 2011
- Engina mantensis Bartsch, 1928
- Engina maura (G.B. Sowerby I, 1832)
- Engina mendicaria (Linnaeus, 1758)[9]
- Engina menkeana (Dunker, 1860)
- Engina mirabilis Fraussen & Stahlschmidt, 2015
- Engina mundula Melvill & Standen, 1885[10]
- Engina muznoides Fraussen & Van Laethem, 2013
- Engina natalensis Melvill, 1895
- Engina notabilis Fraussen & Chino, 2011
- Engina obliquecostata (Reeve, 1846)
- Engina ovata Pease, 1865
- Engina permixta Watters & Fraussen, 2015
- Engina phasinola (Duclos, 1840)
- Engina polychloros (Tapparone-Canefri, 1880)
- Engina pulchra (Reeve, 1846):[11]
- Engina pyrostoma (G.B. Sowerby I, 1832)
- Engina resta (Iredale, 1940)
- Engina ryalli Rolan & Fernandes, 1995
- Engina siderea (Reeve, 1846)
- Engina solida Dall, 1917
- Engina spica Melvill & Standen, 1895
- Engina strongi Pilsbry & Lowe, 1932
- Engina tabogaensis Bartsch, 1931
- Engina trifasciata L. A. Reeve, 1846 [12]
- Engina tuberculosa Pease, 1862
- Engina turbinella (Kiener, 1836)[13]
- Engina williamsae Watters & Fraussen, 2015
- Engina zea Melvill, 1893[14]
- Engina zepa (Duclos, 1883)[15]
- Engina zonalis (Lamarck, 1822)

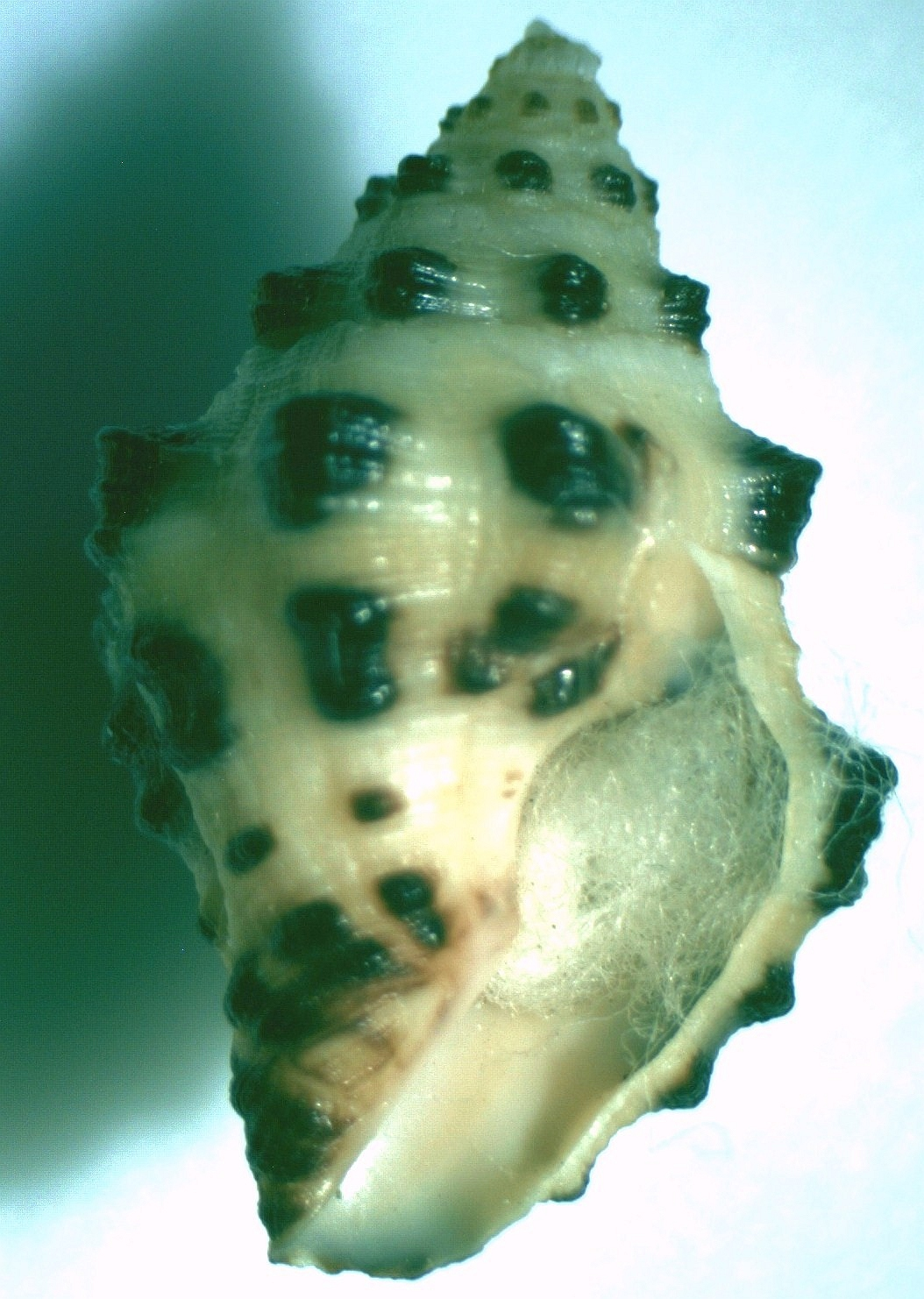
Engina pyrostoma

The Indo- Pacific Molluscan Database also includes the following names in current use 

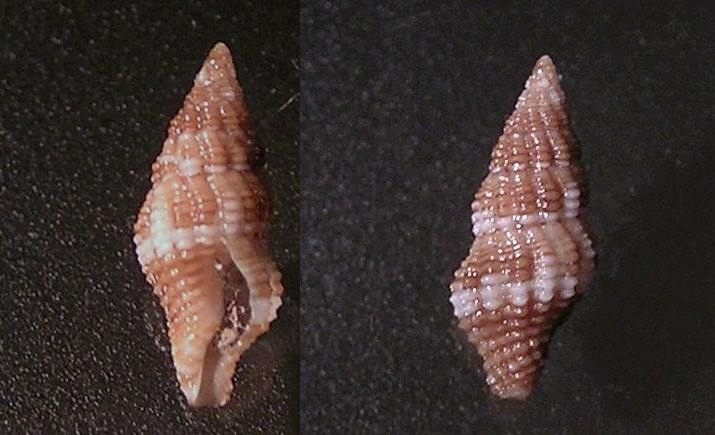
Engina menkeana

- Engina idosia (Duckos in Chenu, 1848 in 1843–53)

Taxon inquirendum
- Engina anakisia (Duclos, 1850)

Nomen dubium
- Engina leucozonia A. H. Verrill, 1950

Species brought into synonymy
- Engina angulata G. B. Sowerby III, 1888: synonym of Peristernia angulata (G. B. Sowerby III, 1888)
- Engina bicolor (Cantraine, 1835): synonym of Enginella leucozona (Philippi, 1844)
- Engina contracta (Reeve, 1846): synonym of Clivipollia contracta (Reeve, 1846)
- Engina costata Pease, 1860: synonym of Clivipollia costata (Pease, 1860) (original combination)
- Engina demanorum De Jong & Coomans, 1988: synonym of Engina demani De Jong & Coomans, 1988 (unjustified emendation)
- Engina dicksoni Petuch, 2013: synonym of Engina itzamnai (Watters, 2009)
- Engina fragaria (W. Wood, 1828): synonym of Clivipollia fragaria (W. Wood, 1828)
- Engina gannita Hedley, 1914: synonym of Clivipollia contracta (Reeve, 1846)
- Engina gibbosa Garrett, 1872: synonym of Clivipollia recurva (Reeve, 1846)
- Engina histrio (Reeve, 1846):[17] synonym of Engina alveolata (Kiener, 1836)
- Engina incarnata (Deshayes, 1834):[18] synonym of Pollia incarnata (Deshayes, 1830)
- Engina janowskyi Coltro, 2005:[19] synonym of Engina demani De Jong & Coomans, 1988
- Engina jugosa (C. B. Adams, 1852): synonym of Hesperisternia jugosa (C. B. Adams, 1852)
- Engina leucozona (Philippi, 1843):[20] synonym of Enginella leucozona (Philippi, 1843)
- Engina mactanensis Cernohorsky, 1985: synonym of Engina spica Melvill & Standen, 1895
- Engina monilifera Pease, 1860: synonym of Morula echinata (Reeve, 1846)
- Engina nodicostata Pease, 1868: synonym of Morula nodicostata (Pease, 1868)
- Engina nodulosa Pease, 1869: synonym of Orania nodulosa (Pease, 1869)
- Engina papuensis (Tapparone Canefri, 1879): synonym of Clivipollia pulchra (Reeve, 1846)
- Engina parva Pease, 1868: synonym of Morula cernohorskyi Houart & Tröndle, 1997
- Engina paulucciae (Tapparone Canefri, 1879): synonym of Clivipollia incarnata (Deshayes, 1834)
- Engina perlata (Küster, 1858): synonym of Engina natalensis Melvill, 1895
- Engina purpureocincta Preston, 1909: synonym of Oppomorus purpureocinctus (Preston, 1909)
- Engina rawsoni (Melvill, 1897): synonym of Pollia rawsoni (Melvill, 1897)
- Engina reevei Tryon, 1923:[21] synonym of Engina alveolata (Kiener, 1836)
- Engina schrammi Crosse, 1863: synonym of Muricopsis schrammi (Crosse, 1863)
- Engina slootsi De Jong & Coomans, 1988: synonym of Morula biconica (Blainville, 1832)
- Engina striata Pease, 1868: synonym of Morula striata (Pease, 1868)
- Engina variabilis Pease, 1868: synonym of Morula variabilis (Pease, 1868)
- Engina willemsae De Jong & Coomans, 1988: synonym of Ameranna willemsae (De Jong & Coomans, 1988)
- Engina xantholeuca G. B. Sowerby III, 1882: synonym of Morula dichrous (Tapparone Canefri, 1880)
- Engina zatricium Melvill, 1893: synonym of Engina bonasia (Martens, 1880)
- Engina zonata Reeve:[22] synonym of Engina turbinella (Kiener, 1836)

## Hình ảnh

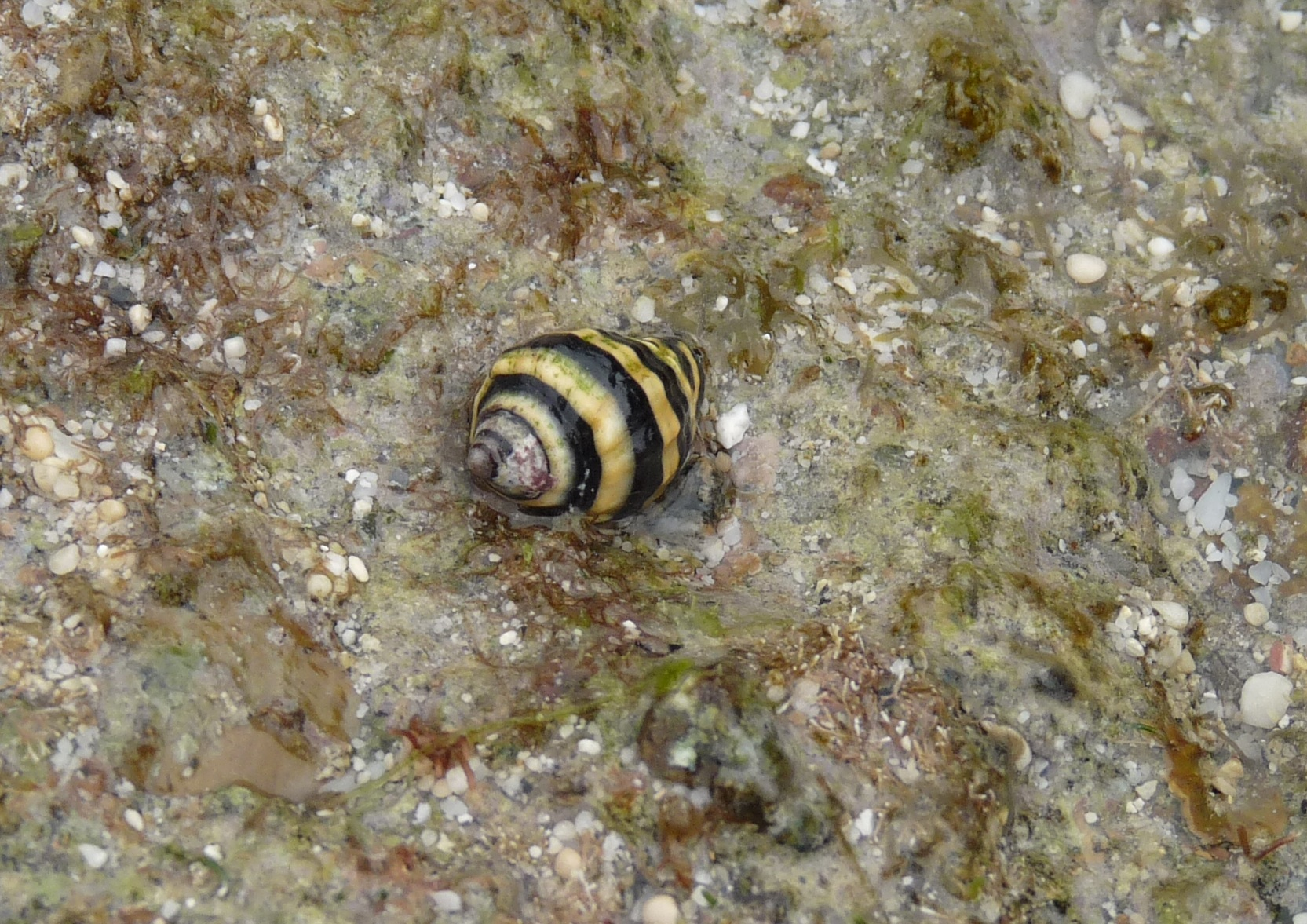
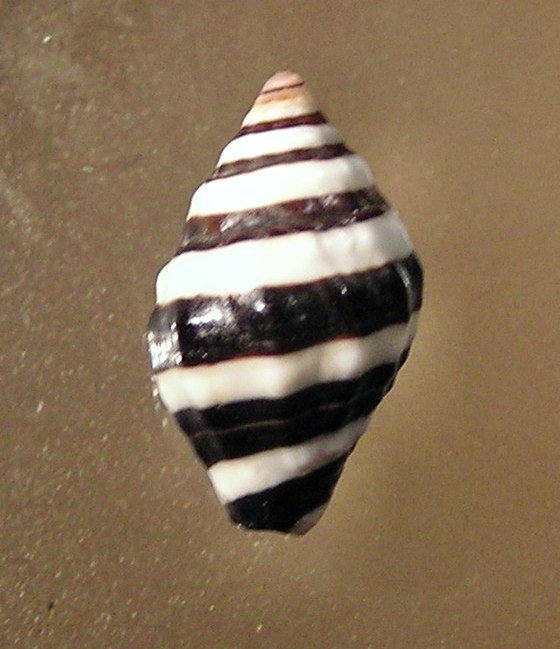